# Fairview (Alabama)
Pour les articles homonymes, voir Fairview.
Fairview est une ville du comté de Cullman  dans l'État d'Alabama, aux États-Unis,. 
Elle est située au nord-est du comté, au nord de l’État. La ville est incorporée en 1967.

## Histoire
Les colons arrivent dans la région de Fairview, dans les années 1840. À l'origine, la communauté est appelée Lawrence Chapel en référence à l'église épiscopale méthodiste locale, mais le nom est modifié, probablement à la fin des années 1890, en Fairview, toujours en rapport à une église.

## Démographie
| 1970 | 1980 | 1990 | 2000 | 2010 |
| ---- | ---- | ---- | ---- | ---- |
| 313  | 450  | 383  | 522  | 446  |

## Source de la traduction
- (en) Cet article est partiellement ou en totalité issu de l’article de Wikipédia en anglais intitulé « Fairview, Alabama » (voir la liste des auteurs).